# Billboard Music Award
Billboard Music Award je ocenění předávané americkým hudebním magazínem Billboard. Ceny se předávaly od roku 1989 do roku 2007. Poté se znovu začaly předávat v roce 2011.

## Proces
Na rozdíl od cen jako Grammy, které určují nominace podle počtů hlasů od National Academy of Recording Arts and Sciences, jsou nominace na Billboard Music Award založeny na žebříčku, počtu stažení a celkové hratelnosti v rádiích.

## Speciální ceny

### Artist of the Decade
- 1990s: Mariah Carey
- 2000s: Eminem

### Billboard Century Award
- 1992: George Harrison
- 1993: Buddy Guy
- 1994: Billy Joel
- 1995: Joni Mitchell
- 1996: Carlos Santana
- 1997: Chet Atkins
- 1998: James Taylor
- 1999: Emmylou Harris
- 2000: Randy Newman
- 2001: John Mellencamp
- 2002: Annie Lennox
- 2003: Sting
- 2004: Stevie Wonder
- 2005: Tom Petty
- 2006: Tony Bennett

### Icon Award
- 2011: Neil Diamond
- 2012: Stevie Wonder
- 2013: Prince
- 2016 Céline Dion

### Billboard Millennium Award
- 2011: Beyoncé
- 2012: Whitney Houston (převzala její dcera Bobbi Kristina Brown)

### Billboard Spotlight
V roce 1988 získal Michael Jackson první Spotlight ocenění za to, že byl první umělec v historii, který měl pět po sobě jdoucích písniček na prvním místě žebříčku Billboard Hot 100 z jednoho alba. V roce 2012 cenu získala Katy Perry, která se stala první ženou v historii, která měla pět po sobě jdoucích písniček v žebříčku Billboard Hot 100 z jednoho alba.

### Artist Achievement Award
- 1996: Madonna
- 2001: Janet Jacksonová
- 2002: Cher
- 2004: Destiny's Child

### Women of the Year Award
- 2007: Reba McEntire
- 2008: Ciara
- 2009: Beyoncé
- 2010: Fergie
- 2011: Taylor Swift
- 2012: Katy Perry
- 2013: P!nk
- 2014: Taylor Swift

### Rising Star Award
- 2008: Colbie Caillat

### Trailblazer Award
- 2014: Hayley Williams

## Seznam ceremoniálů
| Číslo                             | Rok  | Stanice | Nejlepší umělec   | Násobná výhra                 | Nejlepší album                          | Nejlepší písnička                                       | Moderátor                                    | Místo konání                              |
| --------------------------------- | ---- | ------- | ----------------- | ----------------------------- | --------------------------------------- | ------------------------------------------------------- | -------------------------------------------- | ----------------------------------------- |
| 1                                 | 1989 | FOX     | George Michael    | George Michael (4 ocenění)    | Bad Michael Jackson                     | „Miss You Much“ Janet Jacksonová                        | Paul Shaffer                                 | Barker Hangar, Santa Monica, Kalifornie   |
| 2                                 | 1990 | FOX     | MC Hammer         | Janet Jacksonová (15 ocenění) | Janet Jackson's Rhythm Nation 1814      | „Rhythm Nation“ Janet Jacksonová                        | Paul Shaffer a Morris Day s Jerome Benton    | Barker Hangar, Santa Monica, Kalifornie   |
| 3                                 | 1991 | FOX     | Michael Jackson   | Mariah Carey (7 ocenění)      | I'm Your Baby Tonight Whitney Houston   | „Vision of Love“ Mariah Carey                           | Paul Shaffer                                 | Barker Hangar, Santa Monica, Kalifornie   |
| 4                                 | 1992 | FOX     | Garth Brooks      | Garth Brooks (6 ocenění)      | Ropin' The Wind Garth Brooks            | „End of The Road“ Boyz II Men                           | Phil Collins                                 | Universal Amphitheater, Los Angeles       |
| 5                                 | 1993 | FOX     | Whitney Houston   | Whitney Houston (15 ocenění)  | Osobní strážce: soundtrack              | „I Will Always Love You“ Whitney Houston                | Phil Collins                                 | Universal Amphitheater, Los Angeles       |
| 6                                 | 1994 | FOX     | Ace of Base       | Mariah Carey (4 ocenění)      | Music Box Mariah Carey                  | „The Sign“ Ace Of Base                                  | Dennis Miller a Heather Locklear             | Universal Amphitheater, Los Angeles       |
| 7                                 | 1995 | FOX     | TLC               | TLC (3 ocenění)               | Cracked Rear View Hootie & The Blowfish | „Gangsta's Paradise“ Coolio                             | Jon Stewart                                  | Coliseum, New York City                   |
| 8                                 | 1996 | FOX     | Alanis Morissette | Alanis Morissette (2 ocenění) | Jagged Little Pill Alanis Morissette    | „Macarena“ Los Del Rio                                  | Chris Rock                                   | Hard Rock Hotel a Kasíno, Las Vegas       |
| 9                                 | 1997 | FOX     | LeAnn Rimes       | LeAnn Rimes (4 awards)        | Spice Spice Girls                       | „Candle In The Wind“ Elton John                         | David Spade                                  | MGM Grand Garden Arena, Las Vegas, Nevada |
| 10                                | 1998 | FOX     | Usher             | Next (7 ocenění)              | Titanic: hudba z filmu                  | „My Heart Will Go On“ Celine Dion                       | Kathy Griffin a Andy Dick                    | MGM Grand Garden Arena, Las Vegas, Nevada |
| 11                                | 1999 | FOX     | Backstreet Boys   | Backstreet Boys (6 ocenění)   | Millennium Backstreet Boys              | „Livin' La Vida Loca“ Ricky Martin                      | Kathy Griffin a Adam Carolla                 | MGM Grand Garden Arena, Las Vegas, Nevada |
| 12                                | 2000 | FOX     | Destiny's Child   | Sisqo (5 ocenění)             | No Strings Attached 'N Sync             | „Breathe“ Faith Hill                                    | Kathy Griffin a *NSYNC                       | MGM Grand Garden Arena, Las Vegas, Nevada |
| 13                                | 2001 | FOX     | Destiny's Child   | R. Kelly (6 ocenění)          | 1 Beatles                               | „Hanging by a Moment“ Lifehouse                         | Bernie Mac                                   | MGM Grand Garden Arena, Las Vegas, Nevada |
| 14                                | 2002 | FOX     | Celine Dion       | Ashanti (5 ocenění)           | The Eminem Show Eminem                  | „How You Remind Me“ Nickelback                          | Cedric the Entertainer                       | MGM Grand Garden Arena, Las Vegas, Nevada |
| 15                                | 2003 | FOX     | 50 Cent           | 50 Cent (6 ocenění)           | Get Rich Or Die Tryin' 50 Cent          | „In Da Club“ 50 Cent                                    | Ryan Seacrest, Nick Lachey a Jessica Simpson | MGM Grand Garden Arena, Las Vegas, Nevada |
| 16                                | 2004 | FOX     | Usher             | Usher (14 ocenění)            | Confessions Usher                       | „Yeah!“ Usher ft. Lil Jon & Ludacris                    | Ryan Seacrest                                | MGM Grand Garden Arena, Las Vegas, Nevada |
| 17                                | 2005 | FOX     | 50 Cent           | Green Day (6 ocenění)         | The Massacre 50 Cent                    | „We Belong Together“ Mariah Carey                       | LL Cool J                                    | MGM Grand Garden Arena, Las Vegas, Nevada |
| 18                                | 2006 | FOX     | Chris Brown       | Mary J. Blige (9 ocenění)     | Some Hearts Carrie Underwood            | „Be Without You“ Mary J. Blige                          | No Host                                      | MGM Grand Garden Arena, Las Vegas, Nevada |
| 2007–2010 se ceremoniály nekonaly |      |         |                   |                               |                                         |                                                         |                                              |                                           |
| 19                                | 2011 | ABC     | Eminem            | Eminem (6 ocenění)            | Recovery Eminem                         | „Dynamite“ Taio Cruz                                    | Ken Jeong                                    | MGM Grand Garden Arena, Las Vegas, Nevada |
| 20                                | 2012 | ABC     | Adele             | Adele (12 ocenění)            | 21 Adele                                | „Party Rock Anthem“ LMFAO ft. Lauren Bennett & GoonRock | Julie Bowen a Ty Burrell                     | MGM Grand Garden Arena, Las Vegas, Nevada |
| 21                                | 2013 | ABC     | Taylor Swift      | Taylor Swift (8 ocenění)      | Red Taylor Swift                        | „Somebody That I Used to Know“ Gotye ft. Kimbra         | Tracy Morgan                                 | MGM Grand Garden Arena, Las Vegas, Nevada |
| 22                                | 2014 | ABC     | Justin Timberlake | Justin Timberlake (7 ocenění) | The 20/20 Experience Justin Timberlake  | „Blurred Lines“ Robin Thicke ft. T.I. & Pharrell        | Ludacris                                     | MGM Grand Garden Arena, Las Vegas, Nevada |
| 23                                | 2015 | ABC     | Taylor Swift      | Taylor Swift (8 ocenění)      | 1989 Taylor Swift                       | „All About That Bass“ Meghan Trainor                    | Ludacris a Chrissy Teigen                    | MGM Grand Garden Arena, Las Vegas, Nevada |
| 24                                | 2016 | ABC     | The Weeknd        | The Weeknd (8 ocenění)        | 25 Adele                                | See You Again Wiz Khalifa ft. Charlie Puth              | Ludacris a Ciara                             | T-Mobile Arena, Las Vegas, Nevada         |